# Åklagarkammare
Åklagarkammare är Åklagarmyndighetens lokala organisation. På en åklagarkammare finns en chefsåklagare som är kammarchef, en vice chefsåklagare som är ställföreträdande kammarchef, kammaråklagare och administrativ personal. På åklagarkammare antas också åklagaraspiranter som senare blir assistentåklagare.
Det finns totalt 32 allmänna åklagarkammare i Sverige. Varje åklagarkammare arbetar mot en eller flera tingsrätter. Till exempel åklagarkammaren i Luleå arbetar mot tingsrätterna i Luleå, Haparanda, och Gällivare. Åklagarkammaren i Borås arbetar mot tingsrätterna i Borås och Alingsås.
I vissa storstadsregioner finns flera åklagarkammare. I Stockholm finns fyra stycken: City, Norrorts, Västerorts åklagarkammare samt Södra åklagarkammaren i Stockholm. 
Det finns fyra nationella åklagarkammare i Sverige, nämligen Riksenheten för miljö- och arbetsmiljömål, Riksenheten mot korruption, Riksenheten för säkerhetsmål samt Riksenheten mot Internationell och Organiserad brottslighet (RIO).  
Särskilda åklagarkammaren (tidigare Riksenheten för polismål) handlägger misstänkta brott begångna av poliser, åklagare, domare, riksdagsmän m.m. och är direkt underställd riksåklagaren. Den har annars en ställning som liknar de ovan nämnda nationella åklagarkamrarna. 
Enligt 18 § förordningen (2015:743) med instruktion för Åklagarmyndigheten är det Åklagarmyndigheten som beslutar om landets indelning i åklagarkammare, dock efter hörande av Ekobrottsmyndigheten, Polismyndigheten, Säkerhetspolisen, Domstolsverket och Kriminalvården. Det nämnda utgör en skiljelinje mot tingsrätternas indelning, s.k. domsagor, där indelningen beslutas av regeringen. För närvarande finns sådana bestämmelser i förordningen (1982:996) om rikets indelning i domsagor. Såväl en domsaga som en åklagarkammare utgörs av ett antal kommuners geografiska område, men något samband mellan domsagors och åklagarkammares områden finns i regel inte eftersom en åklagarkammare kan arbeta mot flera tingsrätter.
År 1998 skapades Ekobrottsmyndigheten, som är indelad i sina egna åklagarkammare. Myndigheten beslutar själv om indelningen i åklagarkammare, se 22 § förordningen (2015:744) med instruktion för Ekobrottsmyndigheten. Myndigheten består av tio åklagarkammare samt Finansmarknadskammaren i Stockholm. Till exempel finns första, andra och tredje ekobrottskammaren i Stockholm. I Göteborg finns första och andra ekobrottskammaren. I Malmö finns första och andra ekobrottskammaren. Därutöver finns ekobrottskammare i Linköping och Umeå.